# Порфиров, Иван Фёдорович
Иван Фёдорович Порфиров (1866 — после 1919) — русский художник. Брат поэта П. Ф. Порфирова.

## Биография
Учился в Императорской Академии художеств (1885—1892). Награждался медалями Академии художеств: малая поощрительная медаль (1886), малая и большая серебряные медали и большая поощрительная (1887). Окончил научный курс Академии, получив малую золотую медаль (1890) за программу «Апостол Пётр исцеляет расслабленного». Получил большую золотую медаль Академии художеств (1891) за программу «Принятие христианства Св. царицей Александрой» и звание классного художника 1-й степени (28.10.1891). Заграничный пенсионер Академии художеств (с 1892).
Автор значительного числа мозаик Собора Воскресения Христова:
Мозаики северного, южного пилонов и солеи:
- Послание апостолов на проповедь
- Святые князь Владимир и княгиня Ольга
- Мученики Парамон и Фока
- Святые преподобные Сафроний и Нектарий

Мозаики южной стены:
- Апостолы Агаф и Силуан
- Святая мученица Юлия
- Святой мученик Гурий
- Святой Дионисий Ареопагит и Дорофей, епископ Тирский
- Святой Самон
- Святая мученица Александра
- Святые Пафнутий Боровский и Нил Столбенский

Мозаики юго-западного подкупольного пилона:
- Преподобный Геннадий и Исаакий Печерские
- Преподобные Николай и Василий
- Преподобные Иона и Захария
- Мученицы Ирина и Клавдия
- Преподобные Аггей и Сафоний
- Преподобные Исаиа и Иеремия

Примеры мозаик И. Ф. Порфирова в Соборе Воскресения Христова
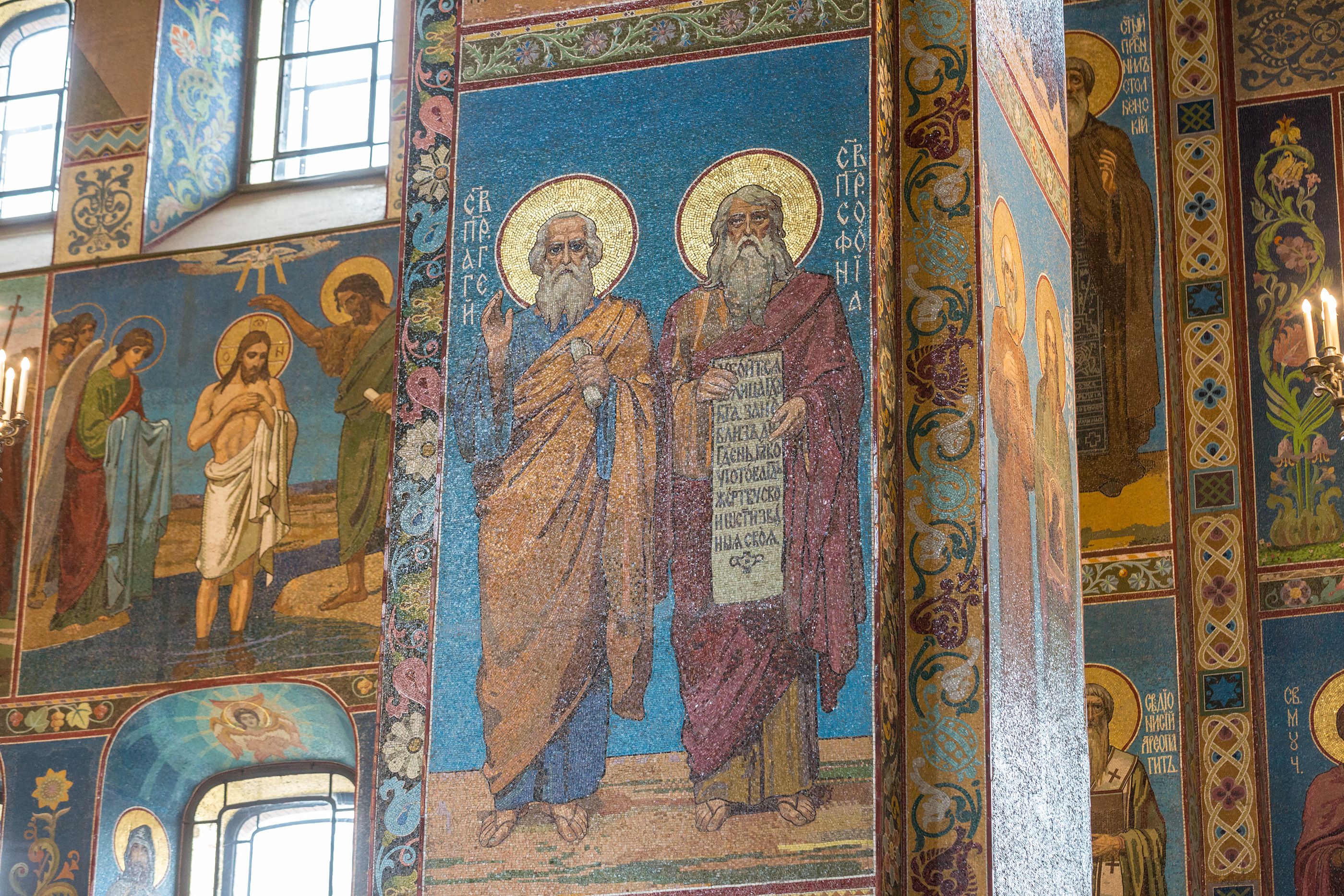
Мозаика «Преподобные Аггей и Сафоний»
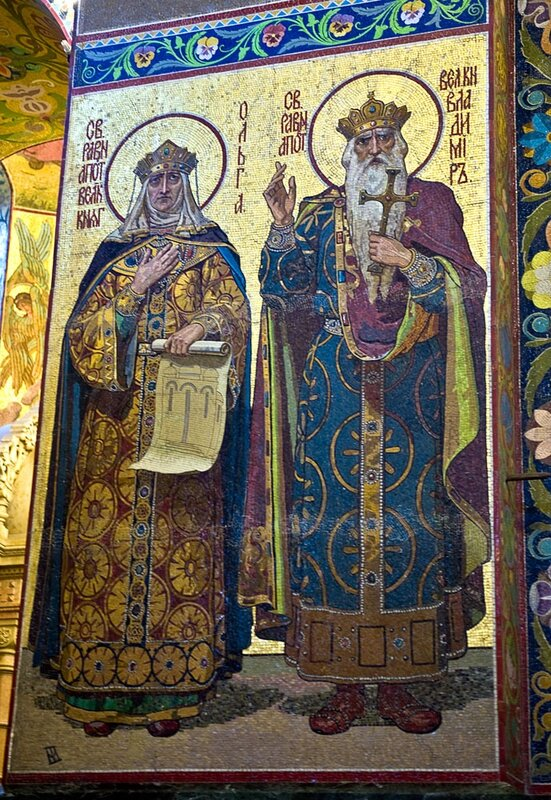
Мозаика «Святые князь Владимир и княгиня Ольга»
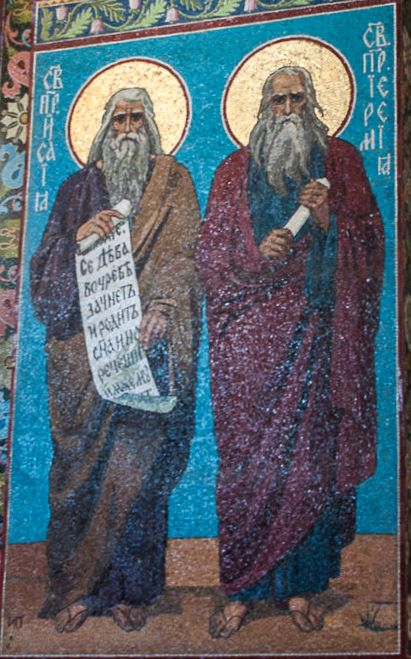
Мозаика «Преподобные Исаиа и Иеремия»

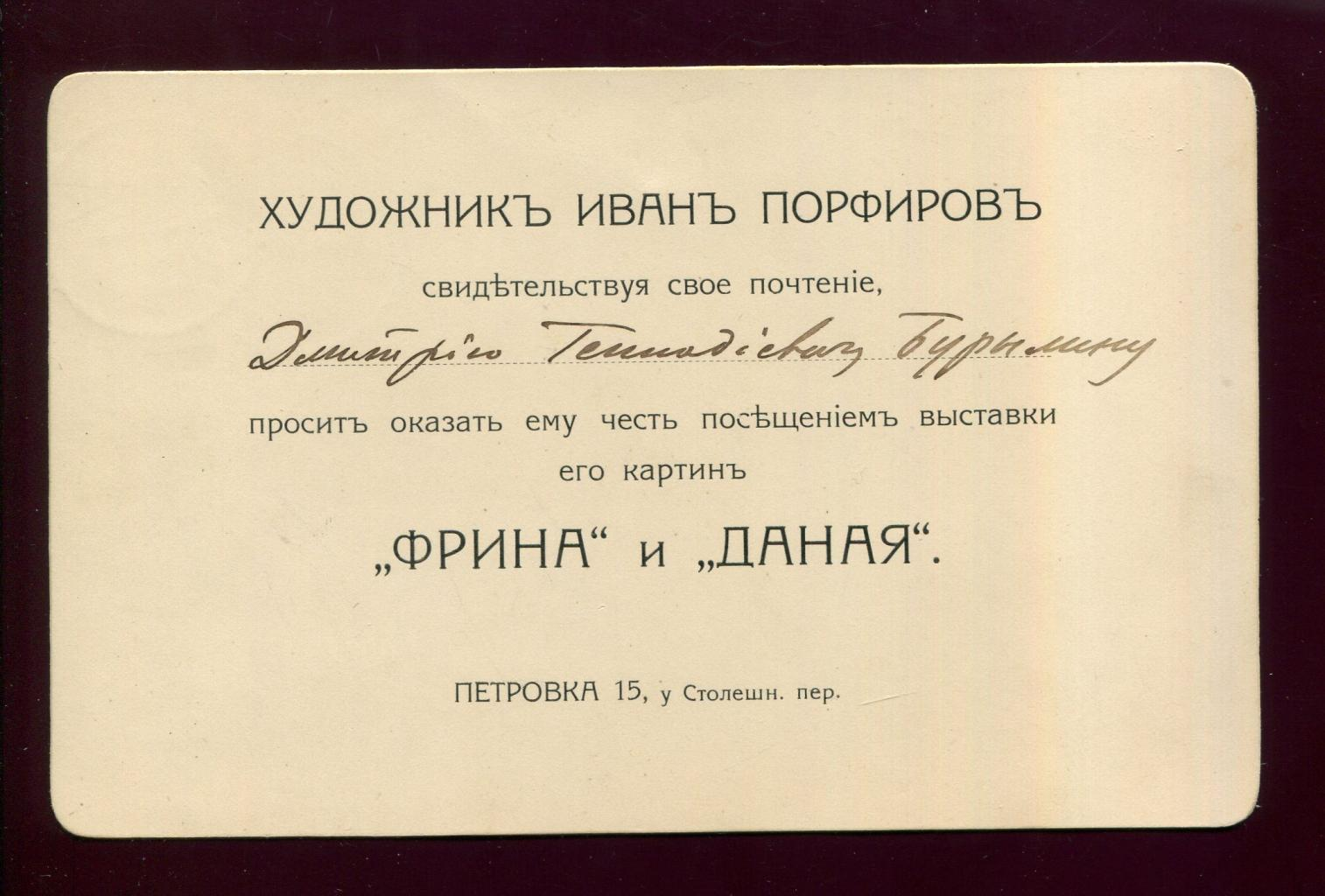
Приглашение на выставку-продажу коллекционеру Д. Г. Бурылину

В 1910-е написал большое количество картин эротического содержания, которые выставлялись на продажу через организуемые художником выставками с рассылкой приглашений на них состоятельным людям. Выставка его картин «Фрина» и «Даная» состоялась в 1911 году.

Примеры работ И. Ф. Порфирова (1910-е)
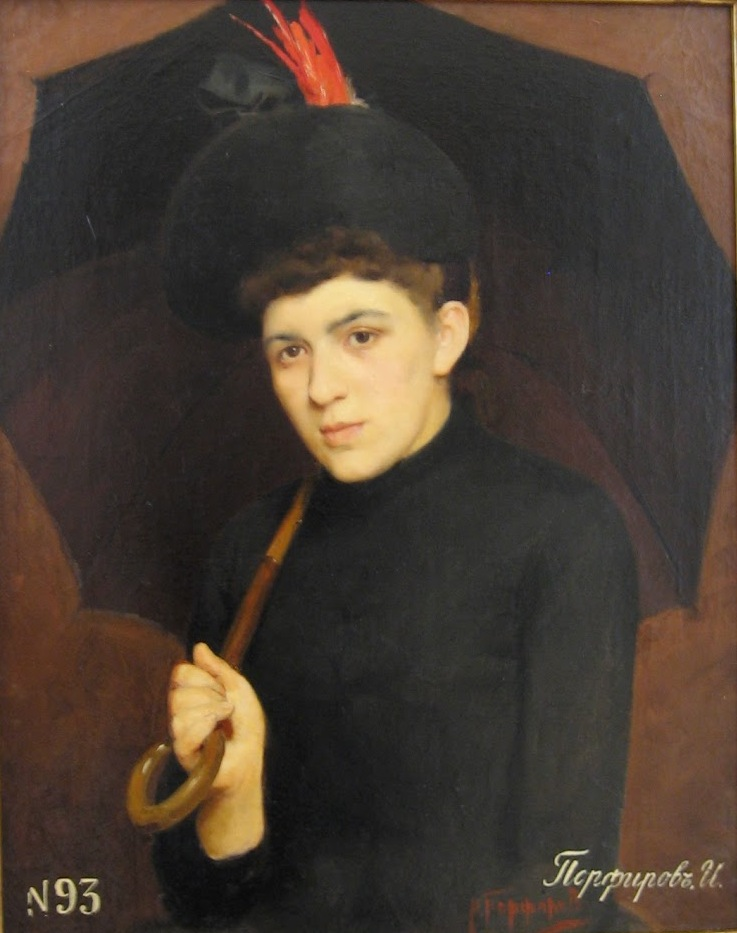
Портрет
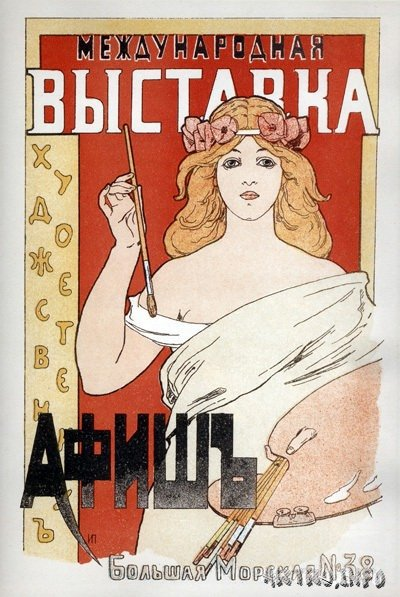
Афиша
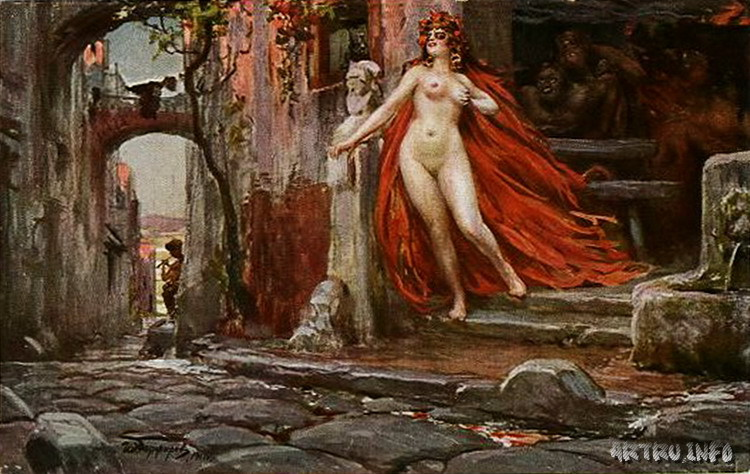
«Мессалина»
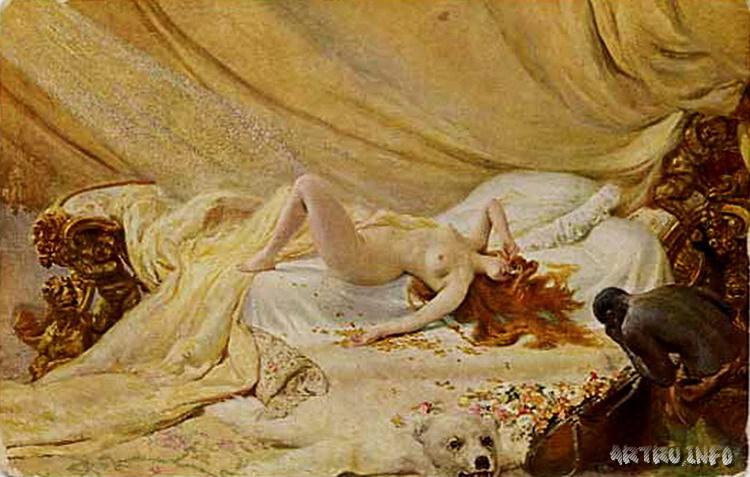
«Даная»